# 마리안 진드람코시치아우코프스키

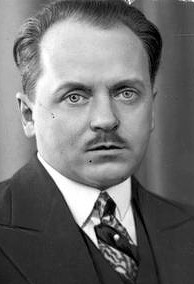

마리안 진드람-코시치아우코프스키(Marian Zyndram-Kościałkowski, 1892년 3월 16일 ~ 1946년 4월 12일)는 폴란드의 정치인이자 군 장교로서, 1930~1934년 비아위스토크주 지사, 1934년 바르샤바 시장, 1935~1936년 폴란드 총리직을 역임했다.